# Tapicerstwo

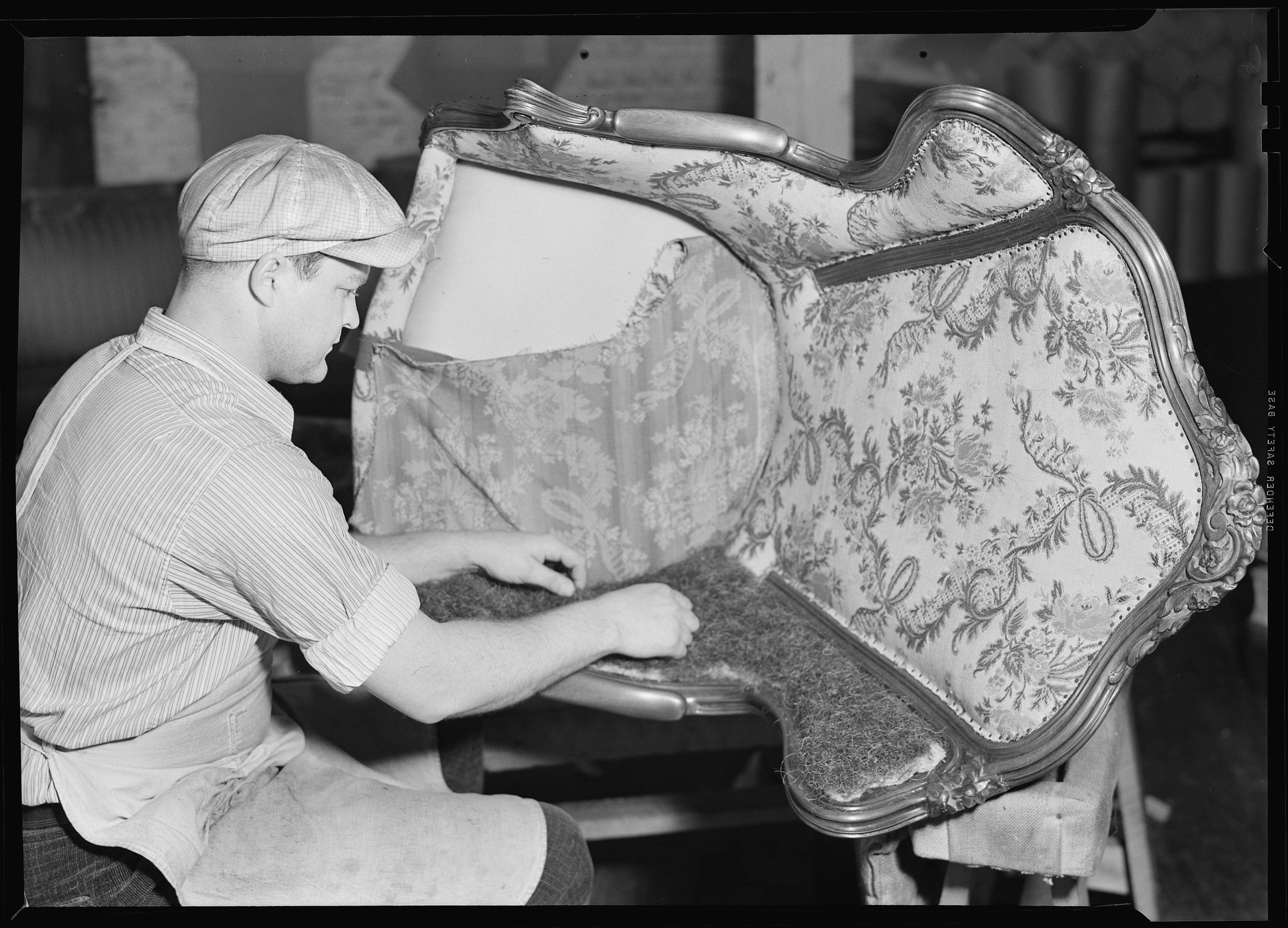
Tapicerstwo

Tapicerstwo – rodzaj rzemiosła lub dział przemysłu zajmujący się wyścielaniem i obijaniem tkaniną, skórą lub innym materiałem: mebli, siedzeń, wnętrz pojazdów itp.